# Teucholabis (Teucholabis) confluentoides
Teucholabis (Teucholabis) confluentoides is een tweevleugelige uit de familie steltmuggen (Limoniidae). De soort komt voor in het Oriëntaals gebied.